# Faculteit Theologie en Religiewetenschappen Leuven
De Faculteit Theologie en Religiewetenschappen Leuven, onderdeel van de Katholieke Universiteit Leuven, werd opgericht in 1834 binnen de Katholieke Universiteit van Mechelen en verhuisde in 1835 naar Leuven na de opheffing van de Rijksuniversiteit. Tot 1797 was er in Leuven de theologische faculteit van de oude universiteit. In 1967 werd de faculteit gesplitst in een Nederlandstalige en een Franstalige afdeling, welke laatste verhuisde naar Louvain-la-Neuve.

## Oude faculteit (1432-1797)
De stichtingsbul Sapientie immarcescibilis van 1425 liet alle faculteiten toe behalve theologie. Bij de opening van de universiteit in 1426 was er een artesfaculteit voor de basisopleiding en konden studenten vervolgens terecht in de faculteiten geneeskunde, civiel recht en canoniek recht. Vanaf 1431 functioneerden beide rechtenfaculteiten samen in één Collegium utriusque iuris. Het was gebruikelijk voor de middeleeuwse universiteiten dat een studium generale pas na verloop van tijd werd vervolledigd met een faculteit theologie. In het geval van Leuven is het door de herhaalde vraag van zowel de stedelijke overheid als van de hertog van Brabant, Filips de Goede, dat paus Eugenius IV op 7 maart 1432 de toestemming verleende aan de universiteit om graden in de theologie toe te kennen. 

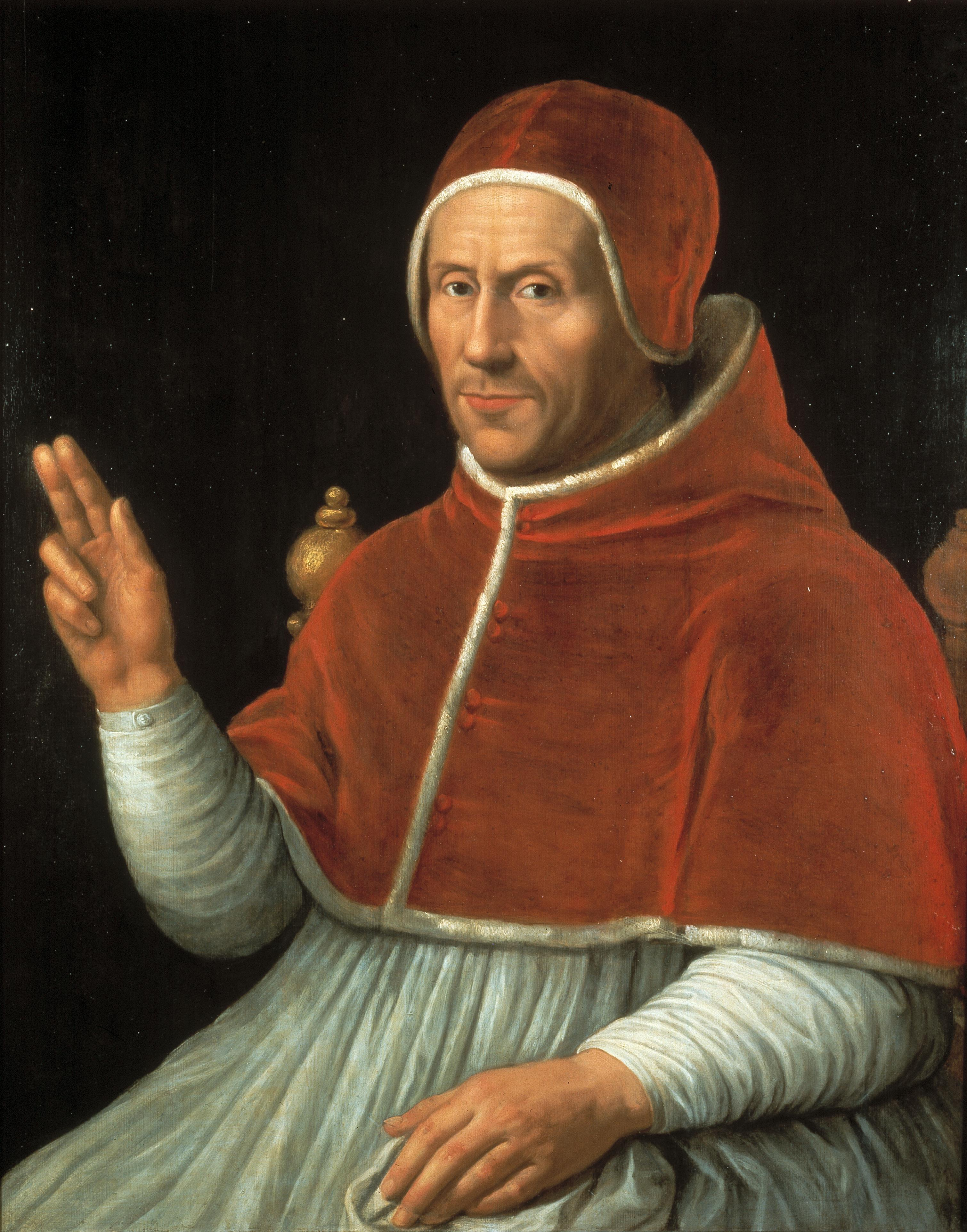
Paus Adrianus VI, 1522-1523

De eerste professoren van deze nieuwe faculteit werden gerekruteerd uit reeds bestaande theologische faculteiten, met name die van Parijs en Keulen. De oude faculteit godgeleerdheid schoeide haar onderricht ook sterk op de leest van deze zusterfaculteiten. Studenten die de graad van Sacrae Theologiae Licentiatus wensten te behalen, werden geschoold in het becommentariëren van de Schrift en het Liber Sententiarium van Petrus Lombardus, en namen deel aan de disputationes, kenmerkend voor het middeleeuwse onderricht. De meest bekende theoloog van de 15de-eeuwse faculteit was Adrianus Floriszoon van Utrecht, die er doceerde van 1491 tot 1515, en later bekend werd als paus Adrianus VI.
Adrianus en de andere Leuvense theologen kwamen in de zestiende eeuw in conflict met Desiderius Erasmus. Ze vonden dat zijn Lof der zotheid het gilde der theologen voor schut zette, en ze maakten bezwaar tegen het Novum Instrumentum, zijn wetenschappelijke uitgave van het Nieuwe Testament. Toen hij in 1517 actief werd in hun stad aan het nieuwe Collegium trilinguae, probeerde ze dit initiatief te torpederen of minstens de integratie ervan in de universiteit te beletten. Jacobus Latomus schreef hiertoe in 1519 het boek De trium linguarum et studii theologici ratione dialogus. Erasmus' bijbelonderzoek werd gezien als de bron voor de reformatorische ideeën van Maarten Luther. Het waren de Leuvens theologen die rond de jaarwisseling 1518-1519 voor het eerst een werk van Luther in het vizier namen. Na een onderzoek werden zijn standpunten over zonde, boete, biecht, pauselijk gezag e.d. samengevat in de Errores excerpti en vervolgens veroordeeld in de Leuvense censuur van 7 november 1519. De professoren stelden zijn dwalingen plechtig aan de kaak in de Sint-Pieterskerk en nadien volgde een publieke boekverbranding. Dit was ook voor Erasmus een keerpunt. Na vier jaar intriges hield hij het in 1521 voor bekeken in Leuven. Ook latere Leuvense theologen zoals Johannes Driedo zouden zich sterk tegen het erasmiaanse gedachtegoed blijven kanten. 
Ondertussen werd de polemiek met Luther verder gevoerd. Luther reageerde in 1520 op zijn veroordeling met de Condemnatio doctrinalis en Latomus antwoordde in 1521 met de Articulorum doctrinae. In zijn respons hekelde Luther de "brandstichtende sofisten" van Leuven, die hij eerder ook al "ezels" had genoemd. In 1544 werd het conflict voortgezet door de theoloog en inquisiteur Ruard Tapper. Op vraag van keizer Karel V maakte hij een synthese van de kern van de katholieke positie in 59 artikelen, kort nadien ingekort tot 32 artikelen. De 32 artikelen van 6 december 1544 werden beschouwd als een formulering die de katholieke positie raak en beknopt weergaf. Ze werden opgenomen in een keizerlijke ordonnantie van 14 maart 1545 en inspireerden meerdere decreten van het Concilie van Trente (1545-1563).
In de strijd tegen de ketterij waren de Leuvense theologen onderdeel van de Inquisitie in de Nederlanden. Als eersten kwamen ze ook met een Index van verboden boeken (1546, herwerkt in 1550 en 1558). Deze Index stond model voor de latere Romeinse Index librorum prohibitorum die in 1559 onder Paus Paulus IV werd gepubliceerd.
Op het Concilie van Trente, dat gestalte gaf aan de Contrareformatie, speelde de Leuvense faculteit een actieve rol. Onder haar afgevaardigden op dit concilie treft men Tapper, Johannes Hesselius en Michael Baius. Bovendien circuleerden werken van Johannes Driedo onder de tridentijnse concilievaders. In 1546 ontving de faculteit van Karel V naast de vijf bestaande leerstoelen twee koninklijke leerstoelen, waarvan één toegewijd aan de studie van de Schrift. In 1547 publiceerde de faculteit een nieuwe versie van de Vulgaat-bijbel, die aan meerdere herzieningen werd onderworpen, en die de basis zou vormen voor de commissie die in de zeventiende eeuw in opdracht van Paus Paulus V een officiële editie zou voorbereiden. De groeiende wetenschappelijke specialisatie van de faculteit kwam tot uiting in de zestalige uitgave van de Biblia Polyglotta (1568-1572) en in een nieuwe editie van de complete werken van Augustinus onder leiding van Johannes Molanus (1576-1577), net als de Polyglotbijbel gepubliceerd bij Plantijn.
Kenmerkend voor deze periode van de Leuvense faculteit is de overgang van een scholastieke theologie naar een meer positieve theologie, gestoeld op de Schrift en de Kerkvaders. Het is in deze context van herbronning dat het Leuvense augustinisme zich ontwikkelde, dat de faculteit een eigen positie binnen de Contrareformatie bezorgde en haar theologie tot in de achttiende eeuw kenmerkte. 
De klemtoon van de Leuvense theologie op Augustinus kreeg aan de Leuvense faculteit haar meest extreme vorm in het onderricht van Michael Baius. De bajanistische theologie hanteerde in haar focus op het genade- en scheppingsdenken van Augustinus een uitermate negatief beeld van de mens in de gevallen staat. In dit opzicht deelde Baius het reformatorisch gedachtegoed, terwijl hij er op het punt sacramentele herstel van de mens uit deze staat lijnrecht tegenover stond. Na veroordelingen van zijn werk door de theologische faculteiten van Salamanca (1565) en Alcala (1567), werden 97 stellingen van Baius door paus Pius V veroordeeld in de bul Ex omnibus afflictionibus van 1 oktober 1567. In 1580 volgde een nieuwe veroordeling door paus Gregorius XIII in Provisionis Nostrae. Het werk van Baius werd later ook gecontesteerd door jezuïetentheologen als Leonardus Lessius en Robertus Bellarminus. Ondanks dit alles bleef de Leuvense professor regius inquisiteur-generaal.
Het Leuvense augustinisme kende nog een andere beroemde exponent in de figuur van Cornelius Jansenius, aan wiens naam het zogenaamde jansenisme werd ontleend. Na studies aan de Universiteit van Utrecht en Leuven, had hij zich teruggetrokken in Frankrijk, waar hij zich samen met zijn vriend Jean Duvergier de Hauranne (de latere abbé de Saint-Cyran) toelegde op een intensieve studie van de Schrift en de Kerkvaders. Jansenius ging hierbij in op de eis van Paus Clemens VIII om zich in het debat over de aard en de efficaciteit van de genade, niet toe te spitsen op scholastieke subtiliteiten, maar zich tot de bronnen te wenden. Jansenius' jarenlange studie van Augustinus' denken over de genade vond zijn weerslag in het boek Augustinus, dat in 1640 postuum werd gepubliceerd. Het werk van Jansenius werd vooral door de Societas Jesu aangevallen, maar kende ook andere opponenten zoals de protestantse theoloog Gisbertus Voetius. 

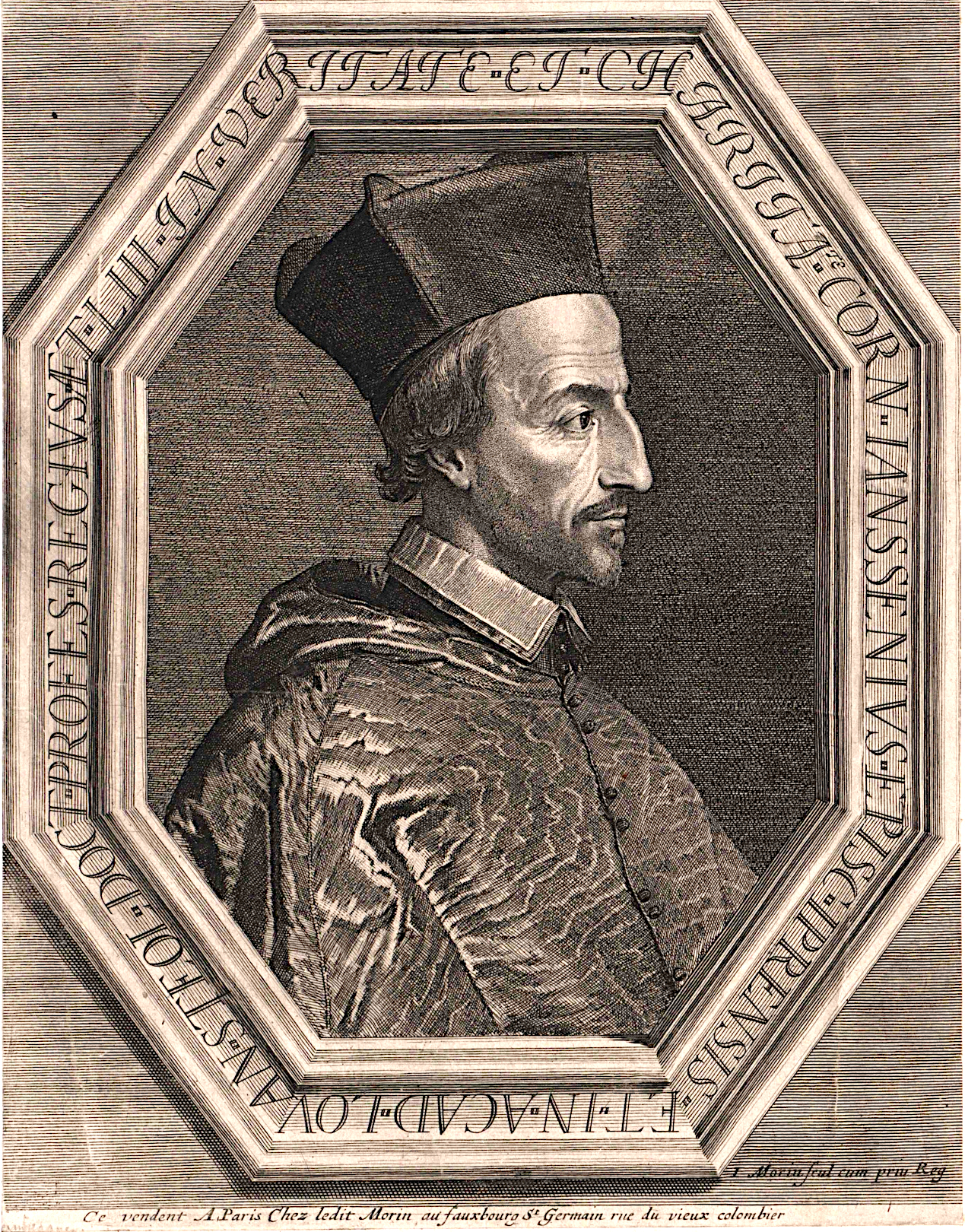
Cornelius Jansenius

Door toedoen van de jezuïeten werd de Augustinus in 1642 veroordeeld. Niettemin vond het werk ook fervente verdedigers, onder andere in het Franse klooster Port-Royal-des-Champs. Onder de meest bekende verdedigers van Jansenius' werk treft men Blaise Pascal en Antoine Arnauld, die ook morele kwesties in het debat betrokken. In 1653 werden vijf stellingen uit de Augustinus veroordeeld door paus Innocentius X. Arnauld cum suis betwistten dat deze stellingen als zodanig ook aangetroffen konden worden in het werk van Jansenius. In 1656 verklaarde paus Alexander VII dat de stellingen precies zo veroordeeld werden zoals Jansenius deze bedoeld had. Na de dood van Alexander VII kwam er onder paus Clemens IX een compromis tot stand.
De spanning tussen de Leuvense faculteit als zodanig en de jezuïetenorde liep hoog op, mede doordat in 1653 en 1657 de Leuvense faculteit meerdere proposities had laten veroordelen als laxistisch. In de periode 1677-1679 bekwam men de veroordeling door paus Innocentius XI van 65 stellingen uit het werk van moraaltheologen van de jezuïeten. Op hun beurt verkregen deze laatsten dan weer in 1690 een veroordeling van 31 rigoristische proposities, die door de Leuvense professoren zouden gedoceerd zijn. In 1713 kende de jansenistische controverse een eindpunt met de promulgatie van de bul Unigenitus. Nadat reeds tevoren professoren zoals Martin Steyaert meer naar het Romeinse standpunt waren gedraaid, onderwierp nu de hele faculteit zich. De faculteit ging zich in de achttiende eeuw steeds verzoenlijker opstellen ten aanzien van het centrale leergezag, en werd onder meer door haar afwijzing van het gallicanisme en het febronianisme een centrum van ultramontanisme. Haar verzet tegen de religiepolitiek van keizer Jozef II en tegen de aan de clerus opgelegde eden door de Franse Republiek versterkten die reputatie. Op 25 oktober 1797 werd de Leuvense universiteit door de Franse overheid gesloten.

## Nieuwe faculteit (1834-1969)
Na twee decennia universitaire sluiting werd onder Willem I der Nederlanden in 1817 een Rijksuniversiteit opgericht te Leuven, evenwel zonder theologische faculteit. Deze situatie veranderde pas na de Belgische Revolutie van 1830, met de oprichting van een nieuwe Katholieke Universiteit te Mechelen in 1834, met toestemming van paus Gregorius XVI. De nieuwe universiteit zou zich reeds het jaar daarop in Leuven vestigen, na de afschaffing van de Rijksuniversiteit Leuven, en de naam Katholieke Universiteit Leuven aannemen.
De nieuwe faculteit theologie ontving hoofdzakelijk studenten die – in het kader van hun priesteropleiding – reeds twee jaren filosofie en vier jaren theologie hadden gestudeerd. In de periode van 1853 tot 1877 werden ook een aantal inleidende cursussen gedoceerd, die in 1898 heringericht werden als Schola minor, in samenwerking met het Amerikaans College te Leuven. Van bij de aanvang werd aan de faculteit ook kerkelijk recht gedoceerd, tot de scheiding van beide opleiding ingevolge de Apostolische Constitutie Deus scientiarum Dominus van 1929.
Onder de eerste generatie professoren van de heropgerichte faculteit bevonden zich in het oog springende figuren als Jan Theodoor Beelen (leerstoel H. Schrift) en Jean Baptiste Malou (leerstoel dogmatische theologie). De voorkeur voor een positieve en historisch georiënteerde theologie kende tegen het einde van de negentiende eeuw een heropleving in de vorm van historisch-kritisch onderzoek. In 1890 stelde rector Jean-Baptiste Abbeloos de Duitser Bernard Jungmann aan voor de nieuw ingerichte Cours pratique d'histoire ecclésiastique. Ook in de Bijbelstudie werd een inhaalbeweging gemaakt, waarbij de vrij unieke inbedding van de theologische faculteit in een 'complete universiteit' een niet te onderschatten rol speelde, met name in de uitwisseling van gedachtegoed, de toepassing van de historische methode, en de specialisatie in de studie van oude Oosterse talen. Studenten volgden colleges in de christelijke archeologie van Edmond Reusens, en in 1889 het nieuwe vak Histoire critique de l'Ancien Testament, gedoceerd door Albin Van Hoonacker. Zes jaar later wordt ook Alfred Cauchie (oprichter van de Revue d'histoire ecclésiastique) professor aan de theologische faculteit. Bij deze laatste twee professoren werd ook nog professor Paulin Ladeuze benoemd als specialist in de kritische studie van het Nieuwe Testament. Naast dit alles deelde de faculteit in de heropleving van het thomisme, dat in Leuven door Désiré-Joseph Mercier aan het Institut Supérieur de Philosophie werd gepropageerd, met de oprichting van een leerstoel filosofie van de H. Thomas in 1882.

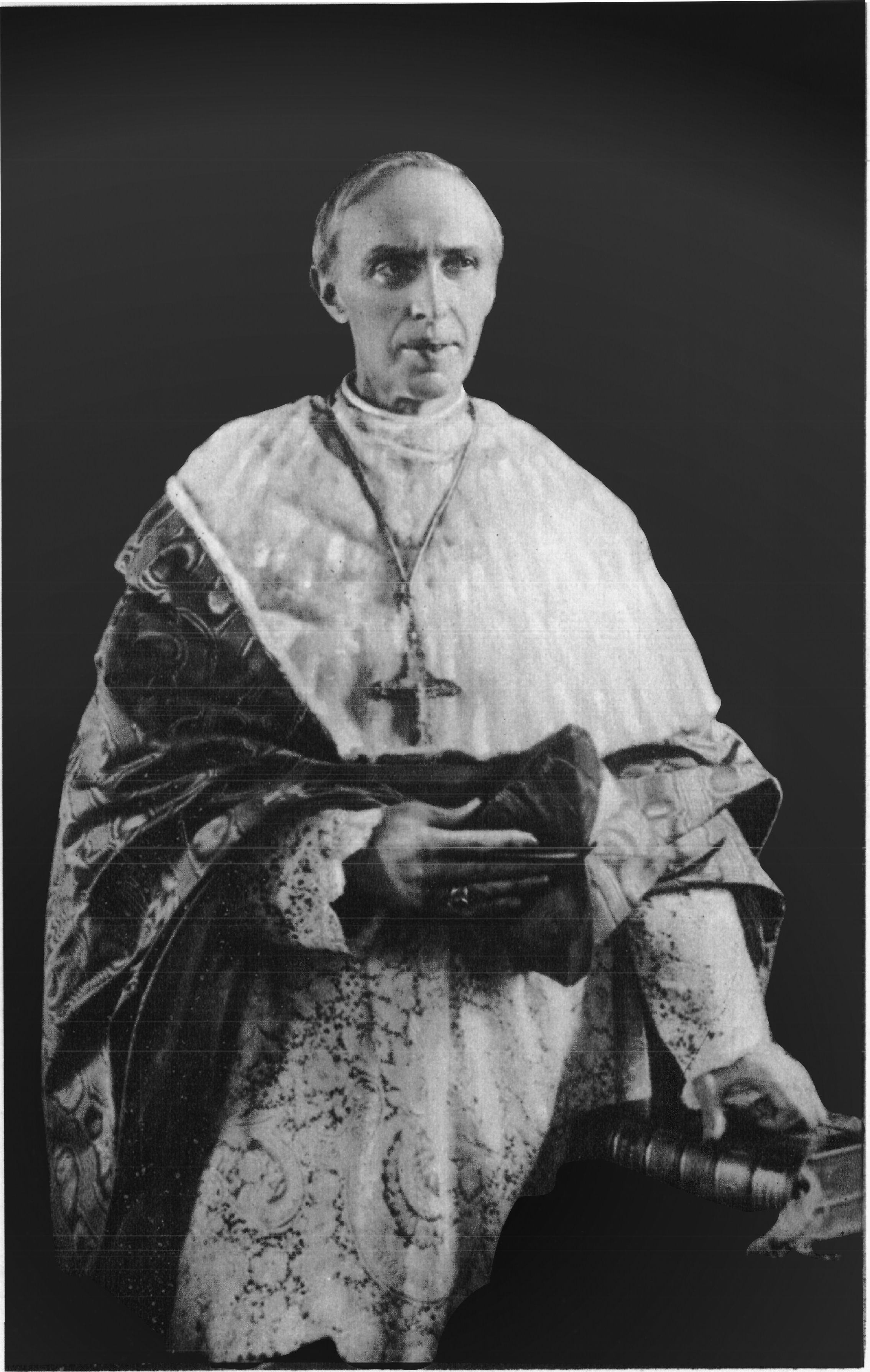
Désiré-Joseph Mercier

Met dit alles trad de Leuvense faculteit theologie de twintigste eeuw binnen als een studiecentrum waar een historisch-kritische benadering van de theologie centraal stond. In de crisis van het modernisme bleven de Leuvense theologen – met name Ladeuze –, dankzij de bescherming van kardinaal Désiré-Joseph Mercier gespaard van verdere veroordelingen. De ingezette lijn van kritisch onderzoek werd voortgezet door een generatie professoren die de internationale uitstraling van de faculteit zouden vergroten, meer bepaald door hun bijdrage aan het Tweede Vaticaans Concilie.
Onder de theologen uit de tijd van het Concilie vindt men gerenommeerde exegeten als Lucien Cerfaux, Joseph Coppens en Albert Descamps, dogmatische theologen als Charles Moeller en Gerard Philips, patristici als Joseph Lebon en René Draguet, kerkhistorici als Roger Aubert. Zij droegen allen bij aan de vernieuwing van de theologie in de twintigste eeuw, zoals die gestalte kreeg in verschillende bewegingen (oecumenische beweging, liturgische beweging, de vernieuwing van de Bijbelwetenschap en de patrologie). Dit had consequenties voor theologen als René Draguet, die zich in de lijn bevond van de Nouvelle Théologie, en die in 1942 samen met theologen als Marie-Dominique Chenu een veroordeling opliep.
In datzelfde jaar werd een Hoger Instituut voor Wijsbegeerte opgericht, waar onder andere Edward Schillebeeckx korte tijd dogmatiek zou doceren. Dit instituut werd opgericht met het oog op de theologische opleiding van leken voor het godsdienstonderricht. In 1958 omvatte het programma een volledig vierjarig curriculum.
Zowel in de voorbereidingen als tijdens de zittingen van het Tweede Vaticaans Concilie (1962-1965) werkten de Leuvense theologen in Rome nauw samen met het Belgische episcopaat, onder leiding van kardinaal Leo Jozef Suenens. Door hun aanwezigheid op verschillende cruciale posities – Gerard Philips was adjunct-secretaris van de Doctrinele Commissie –, en hun theologische betrokkenheid bij de preconciliaire bewegingen, hebben zij op meerdere conciliedocumenten een beslissende invloed uitgeoefend (onder andere Sacrosanctum Concilium, Gaudium et Spes, Dei Verbum, Nostra Aetate, en vooral Lumen Gentium).
Het einde van de jaren 1960 betekende ook een pijnlijke periode voor de theologische faculteit, die net als de gehele Leuvense universiteit te maken kreeg met verdeeldheid naar aanleiding van de taalkwestie, die zich uitte in de zogenaamde Leuven Vlaams-beweging. Het conflict leidde in 1969 tot de splitsing van de faculteit in een Nederlandstalige en een Franstalige universiteit. Hierbij werd ook de theologische faculteit werd gesplitst: De Nederlandstalige faculteit bleef in Leuven, maar de Franstalige ging deel uitmaken van de nieuw opgerichte Université catholique de Louvain in Louvain-la-Neuve. Dit artikel zal hieronder slechts handelen over de Nederlandstalige faculteit godgeleerdheid te Leuven.

## Huidige faculteit (1970-2022)
De splitsing van de Leuvense faculteit had meerdere gevolgen voor de theologische faculteit. In de eerste plaats werd het professorenkorps gesplitst en omgevormd tot een Nederlandstalig onderwijs- en onderzoeksorgaan, met tevens een Engelstalig internationaal programma. In 1974 werd een nieuwe bibliotheek geopend (in 2004 genoemd naar Maurits Sabbe), een van de meest uitgebreide theologiebibliotheken ter wereld, die ook verschillende archiefcollecties huisvest.
In de postconciliaire periode nam het aantal lekentheologen onder professoren en studenten sterk toe. Het Hoger Instituut voor Godsdienstwetenschappen werd vanaf 1970 in groeiende mate opgenomen in de faculteit, tot het ingevolge het decreet voor de universiteiten in 1991 volledig geïntegreerd werd in de academische opleiding.
De actuele faculteit is, in de traditie van de Oude Faculteit sinds 1432, een katholieke faculteit godgeleerdheid, die zowel staatsdiploma's in de godgeleerdheid als canonieke diploma's aflevert. Voor de canonieke diploma's plant de faculteit haar programma's volgens de lijn van de Apostolische Constitutie Sapientia Christiana van 1979. Dit verklaart mee de internationale aantrekkingskracht van de Leuvense faculteit voor studenten theologie en religiewetenschappen die uit het buitenland naar Leuven komen, of die hun opleiding aan een van de geaffilieerde instituten doorlopen. Door het aanbod van een volledig Engelstalig curriculum is het onderzoek en onderwijs meer van de Franstalige naar de Angelsaksische wereld verschoven. Door deze internationalisering behoort de faculteit wereldwijd tot de theologische faculteiten met de hoogste studentenaantallen. In het Nederlandstalige programma telt zij in het academiejaar 2012-2013 meer dan 420 studenten, in het Engelstalige loopt dit op tot 400. Ongeveer 165 studenten werken aan de voorbereiding van een doctoraatsproefschrift onder leiding van leden van het Leuvense professorenkorps.
In 2000 werd Mathijs Lamberigts decaan voor twee opeenvolgende termijnen. Op 1 augustus 2008 werd Lieven Boeve decaan. In 2014 nam Lamberigts de fakkel terug over voor een derde termijn. Hij werd in 2018 opgevolgd door Johan De Tavernier. Sinds 1 augustus 2022 is Bénédicte Lemmelijn decaan van de Faculteit Theologie en Religiewetenschappen, met Annemie Dillen als vicedecaan onderwijs, Joris Geldhof als vicedecaan onderzoek en Peter De Mey als vicedecaan internationalisering, elk met hun team van medewerkers.
De faculteit is samengesteld uit vijf onderzoekseenheden waarin zowel onderzoek als onderwijs, in overeenstemming met de door de Bolognaverklaring opgerichte Bachelor-masterstructuur, wordt verricht:
- Onderzoekseenheid Bijbelwetenschappen
- Onderzoekseenheid Systematische Theologie en Religiewetenschap
- Onderzoekseenheid Theologische en Comparatieve Ethiek
- Onderzoekseenheid Geschiedenis van Kerk en Theologie
- Onderzoekseenheid Pastoraaltheologie en Empirische Theologie

## Theologen-Rectoren
Meerdere professoren van de Leuvense Faculteit Theologie en Religiewetenschappen hebben de functie van rector van de universiteit bekleed. Aangezien dit aan de Oude Universiteit een zeer frequent wisselende functie was, worden hieronder slechts de theologen-rectoren sinds de stichting van de faculteit in 1834 opgesomd:
- E.H. Paulin Ladeuze (1870-1940)
- E.H. Albert Descamps (1916-1980)
- Marc Vervenne (°1949)

Ook de Bijzondere Faculteit Kerkelijk Recht leverde een rector:
- Rik Torfs (°1956)

### Oude Faculteit
- P.F.X. De Ram, Mémoire sur la part que le clergé de Belgique et spécialement les docteurs de l'Université de Louvain ont prise au concile de Trente (Brussel, 1841).
- E. Reusens, Documents relatifs à l’histoire de l'Université de Louvain (1425-1797) (Leuven, 1881-1903).
- H. De Jongh, L'ancienne faculté de théologie de Louvain au premier siècle de son histoire, 1432-1540 (Paris, 1911).
- J. Wils, 'Les professeurs de l'ancienne faculté de théologie de l'Université de Louvain, 1432-1789', ETL 4 (1927) 338-358.
- R. Guelluy, 'L'évolution des méthodes théologiques à Louvain d'Érasme à Jansénius', RHE 37 (1941) 31-144.
- H. De Vocht, History of the Foundation and Rise of the Collegium Trilingue Lovaniense 1517-1550 (Leuven, 1951-55).
- J. Étienne, Spiritualisme érasmien et théologiens louvanistes. Un changement de problématique au début du XVI siècle (Leuven, Gembloux, 1956).
- K. Blockx, De veroordeling van Maarten Luther door de Theologische Faculteit te Leuven in 1519 (Brussel, 1958).
- E.J.M. van Eijl, Facultas S. Theologiae Lovaniensis 1432-1797. Bijdragen tot haar geschiedenis. Contributions to its history. Contributions à son histoire (Leuven, 1977; BETL, 45) 569 p.
- J. Roegiers, 'De Leuvense Faculteit der theologie en haar rol in de geschiedenis der Oostenrijkse Nederlanden (1713-1797)', Onze Alma Mater 36/1 (1982).
- M. Lamberigts, L. Kenis, L’Augustinisme à l’ancienne Faculté de théologie de Louvain (Leuven, 1994; BETL 111) 455 p.
- T. Quaghebeur, Pro aris et focis. Theologie en macht aan de Theologische Faculteit te Leuven 1617-1730, onuitgegeven doctoraatsproefschrift, K.U. Leuven, Faculteit Letteren (Leuven, 2004).

### Nieuwe Faculteit
- R. Aubert, 'Le grand tournant de la Faculté de théologie de l'Université de Louvain', Mélanges M.D. Chenu (Parijs, 1967) 73-109.
- F. Neirynck, De theologische faculteit 1919-1969 (Leuven, 1970; ANL 17).
- R. Mathes, Löwen und Rom. Zur Gründung der Katholischen Universität Löwen unter besonderer Berücksichtigung der Kirchen- und Bildungspolitik Papst Gregors XVI (Essen, 1975; Beiträge zur neueren Geschichte der katholischen Theologie 18) vi-289 p.
- J. Coppens, Les six dernières années des Facultés unitaires de Théologie et de Droit Canonique 1962-1968. Nécrologies et Chronique 1962-1970 (Leuven, 1980; ANL 24) 418 p.
- R. Aubert, La faculté de théologie de Louvain du XVme siècle à Vatican II (Leuven, 1985; BETL 47) 17-37.
- L. Kenis, De Theologische Faculteit te Leuven in de negentiende eeuw 1834-1889. With a Summary in English (Brussel, 1992; Verhandelingen van de Koninklijke Academie voor Wetenschappen, Letteren en Schone Kunsten van België. Klasse der Letteren 54/143) 543 p.
- L. Kenis, The Louvain Faculty of Theology in the Nineteenth Century. A Bibliography of the Professors in Theology and Canon Law, with Biographical Notes (Leuven, 1994; ANL 34) 231 p.

### Huidige Faculteit
- M. Lamberigts, L. Gevers, B. Pattyn, Hoger Instituut voor Godsdienstwetenschappen. Faculteit der Godgeleerdheid K.U. Leuven 1942-1992 (Leuven, 1992; Documenta Libraria, 13) xii-305 p
- L. Gevers, L. Kenis, De Faculteit Godgeleerdheid in de K.U. Leuven 1969-1995 (Leuven, 1997; Annua Nuntia Lovaniensia, 39).
- D. Claes, Theologie in tijden van verandering. De Theologische Faculteit te Leuven in de twintigste eeuw 1900-1968 [onuitgegeven doctoraatsproefschrift, Faculteit Godgeleerdheid, K.U.Leuven] (Leuven, 2004) xxxvii-335 p.
- J. Tollebeek, Liesbeth Nys et al., De stad op de berg. Een geschiedenis van de Leuvense universiteit sinds 1968 (Leuven, 2005), 381 p.
- D. Donnelly, J. Famerée, M. Lamberigts, K. Schelkens, The Belgian Contribution to the Second Vatican Council (Leuven, 2008).

## Voetnoten
1. ↑  Sandra Langereis, Erasmus. Dwarsdenker, 2021, p. 514 en p. 690. Gearchiveerd op 7 juli 2023.
2. ↑  Sandra Langereis, Erasmus. Dwarsdenker, 2021, p. 709. Gearchiveerd op 7 juli 2023.
3. ↑  Gert Gielis, Verdoelde schaepkens, bytende wolven. Inquisitie in de Lage Landen, 2009, p. 57
4. ↑  Karel Blockx, De veroordeling van Maarten Luther door de theologische faculteit te Leuven in 1519, Brussel, Paleis der Academiën, 1958
5. ↑  Sandra Langereis, Erasmus. Dwarsdenker, 2021, p. 766. Gearchiveerd op 7 juli 2023.
6. ↑  Gert Gielis, Hemelbestormers. Leuvense theologen en hun streven naar geloofseenheid en kerkvernieuwing (1519-1578), doctoraal proefschrift, KU Leuven, 2014
7. ↑  Articulorum doctrinae fratris Martini Lutheri per theologos Lovanienses damnatorum ratio, 1521
8. ↑  Rationis Latomianae pro incendiariis Lovaniensis Scholae Sophistis redditae Lutheriana Confutatio, 1521